# 伊斯蘭軍
伊斯蘭軍（阿拉伯语：جيش الإسلام，Jaysh al-Islam）是叙利亚内战中的一個武裝組織，由多個伊斯蘭主義和薩拉菲主義武裝單位聯盟而成。它主要在大馬士革附近活動。伊斯蘭軍是該區域最大的反政府武裝勢力。伊斯蘭軍是附屬於「伊斯蘭陣線」的一分子，而「伊斯蘭陣線」拒絕加入受西方國家支持的自由敘利亞軍。

## 歷史

### 伊斯蘭旅
伊斯蘭軍的前身「伊斯蘭旅」由扎哈蘭·阿魯什於2011年中創立。

### 合併
2013年9月29日，在大馬士革周圍活動的50個反政府武裝團體宣佈合併為單一團體「伊斯蘭軍」，而它們當中以「伊斯蘭旅」的實力較強，所以由「伊斯蘭旅」的首領扎哈蘭·阿魯什擔任「伊斯蘭軍」的領導人。至2013年11月，約60個團體已併入「伊斯蘭軍」。

### 近況
2015年12月25日，扎哈蘭·阿魯什在大馬士革市郊被敘政府軍空襲炸死。Essam al-Buwaydhani繼任「伊斯蘭軍」的軍事領導人。
2016年4月28日，伊斯蘭軍與努斯拉陣線領導的武裝分子在東古塔激戰，至5月中已造成超過300名戰鬥人員喪生。